# Меїр Зоар
Меїр «Міша» Зоар (варіанти транскрипції: Зохар, Зогар; івр. מאיר זוהר Меїр Зоhар; 12 квітня 1910, Дубно, Російська імперія (нині Україна) - 5 липня 1961, Ізраїль) - 3-й Головний військовий прокурор Армії оборони Ізраїлю (в період з 1953 по 1961 рік). Полковник, доктор наук.

## Біографія
Зоар народився 12 квітня 1910 року в місті Дубно Рівненської області, Україна.
У 1928 році закінчив навчання в школі в Дубно і вступив на юридичний факультет Варшавського університету. У ті роки також навчався у Варшавському інституті юдаїки (івр. המכון לחכמת-ישראל), брав участь в студентському сіоністському русі. У 1935 році захистив докторську дисертацію по темі «Важливість приватної ініціативи з точки зору макроекономіки».
Після закінчення навчання поступив на службу в польську армію, де прослужив в артилерійських військах до звання лейтенанта. У 1937 році одружився і через два роки емігрував разом з дружиною в Палестину.
Після прибуття в Палестину вступив на службу в «Хагану», де займав штабні посади.
Під час Війни за незалежність Ізраїлю отримав звання капітана Армії оборони Ізраїлю і служив у військово-будівельної службі. Після війни Зоар служив у військово-інженерних військах інтендантом в званні майора.
Під час служби, в 1950 році, пройшов кваліфікаційні іспити на отримання ліцензії на право заняття адвокатською діяльністю. В цьому ж році був переведений на службу у Військову прокуратуру.
Служив юридичним радником, потім був підвищений у званні до підполковника і призначений заступником Головного військового прокурора. У 1952 році був призначений на посаду заступника Голови Військового апеляційного суду.
У травні 1953 році Зоар призначений на пост Головного військового прокурора, змінивши на посту полковника Аарона Мояле. На цій посаді розробив законопроєкт Закону про військовий судочинстві (івр. חוק השיפוט הצבאי), який був затверджений кнесетом 21 червня 1955 року. Крім іншого, Зоар займався також кримінальним переслідуванням у справі про різанину в Кафр-Касемі.
У 1958 році Зоар присвоєно звання полковника.
Зоар викладав військове право в Єврейському університеті в Єрусалимі і у Вищій школі права і економіки в Тель-Авіві.
Був членом юридичної ради та членом управління Ізраїльської кримінологічної асоціації. Також Зоар брав участь в міжнародних конференціях з питань військового та міжнародного права.
Помер 5 липня 1961 роки від раку. Похований на військовому кладовищі «Кирьят Шауль» в Тель-Авіві.

## Публікації
מ
- איר זוהר חוק השיפוט הצבאי על פרשת דרכים הפרקליט י (התשי"ד) 210 (Меїр Зоар, «Закон про військовий судочинстві на роздоріжжі», Ха-Пракліт 10 (1954) 210).   (Іврит)
- מאיר זוהר חוק השיפוט הצבאי, תשט"ו -1955, והשפעתו על מערכת החוקים הפליליים של המדינה הפרקליט יב (התשט"ז) 58 (Меїр Зоар, «Закон про військовий судочинстві від 1955 року і його вплив на кримінальне законодавство країни», Ха Пракліт 12 (1956) 58).  (іврит)
- מאיר זוהר הכנס השני של האגודה הבינלאומית לחוק צבאי פלילי ולחוקי מלחמה הפרקליט יז (התשכ"א) 382 (Меїр Зоар, «II-й з'їзд Міжнародної асоціації військового кримінального права і міжнародного гуманітарного права», Ха-Пракліт 17 (1961) 382).   (іврит)
- מאיר זוהר פעולה מלחמתית - מהי? הפרקליט יז (התשכ"א) 118 (Меїр Зоар, «Що є" військовим дією "(з точки зору деліктного права)?», Ха-Пракліт 17 (1961) 118).   (Іврит)